# ムリロ・オリヴェイラ・ジ・フレイタス
ムリロ（Murilo）こと、ムリロ・オリヴェイラ・ジ・フレイタス（Murilo Oliveira de Freitas 、1996年5月12日 - ）は、ブラジル・サン・ジョゼー・ド・リオ・プレト出身のプロサッカー選手。ポルトガルのヴァルジンSC所属。ポジションは、ミッドフィールダー（左ウイング）。

## クラブ歴
2019年8月7日、プリメイラ・リーガのパソス・デ・フェレイラに2019-20シーズンから加入することが発表された。
2021年7月21日、ヴァルジンSCに移籍した。